# Хоэнау-ан-дер-Марх
Хоэнау-ан-дер-Марх (нем. Hohenau an der March) — торговая община (нем. Marktgemeinde) в Австрии, в федеральной земле Нижняя Австрия.
Входит в состав округа Гензерндорф. Население составляет 2768 человек (на 31 декабря 2005 года). Занимает площадь 23,37 км². Официальный код — 3 08 27.

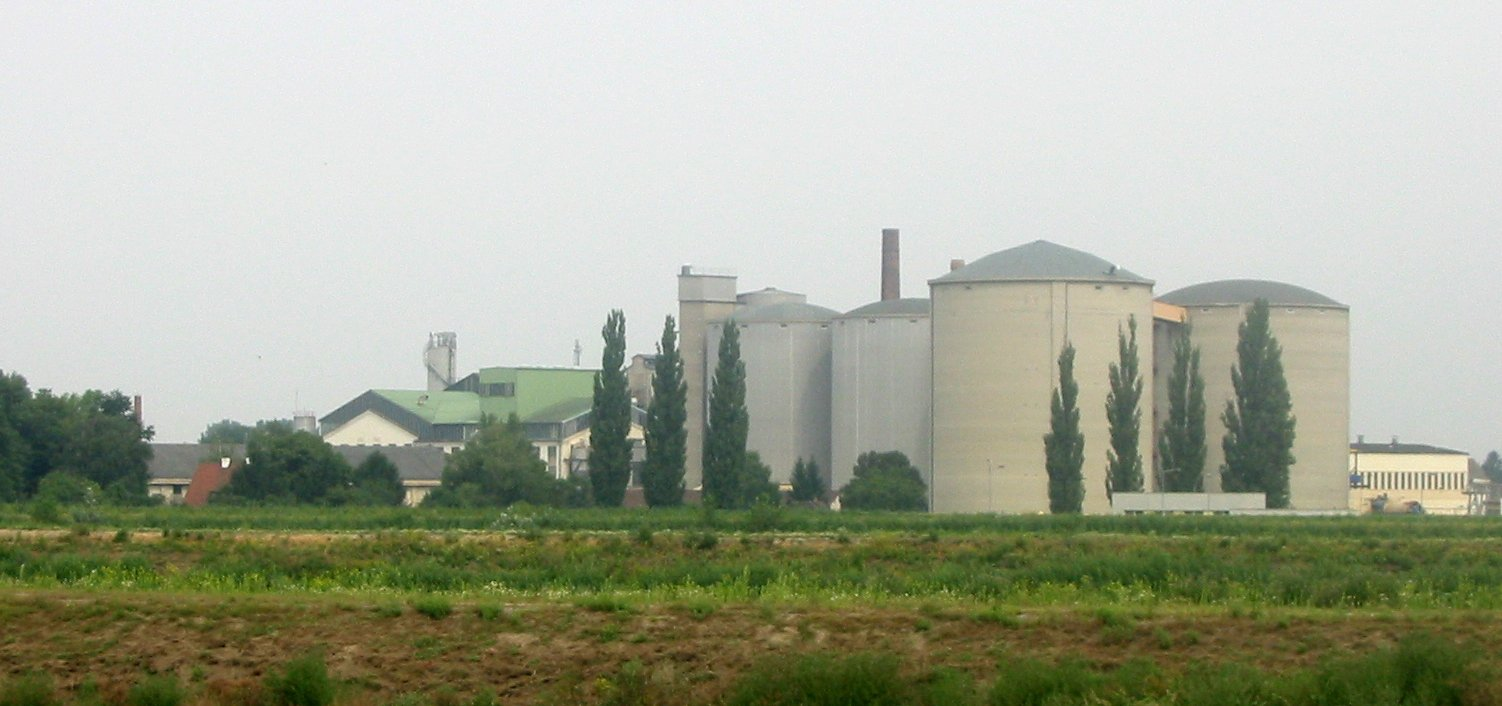
Сахарный завод (ныне перепрофилируется в производство биодизеля)
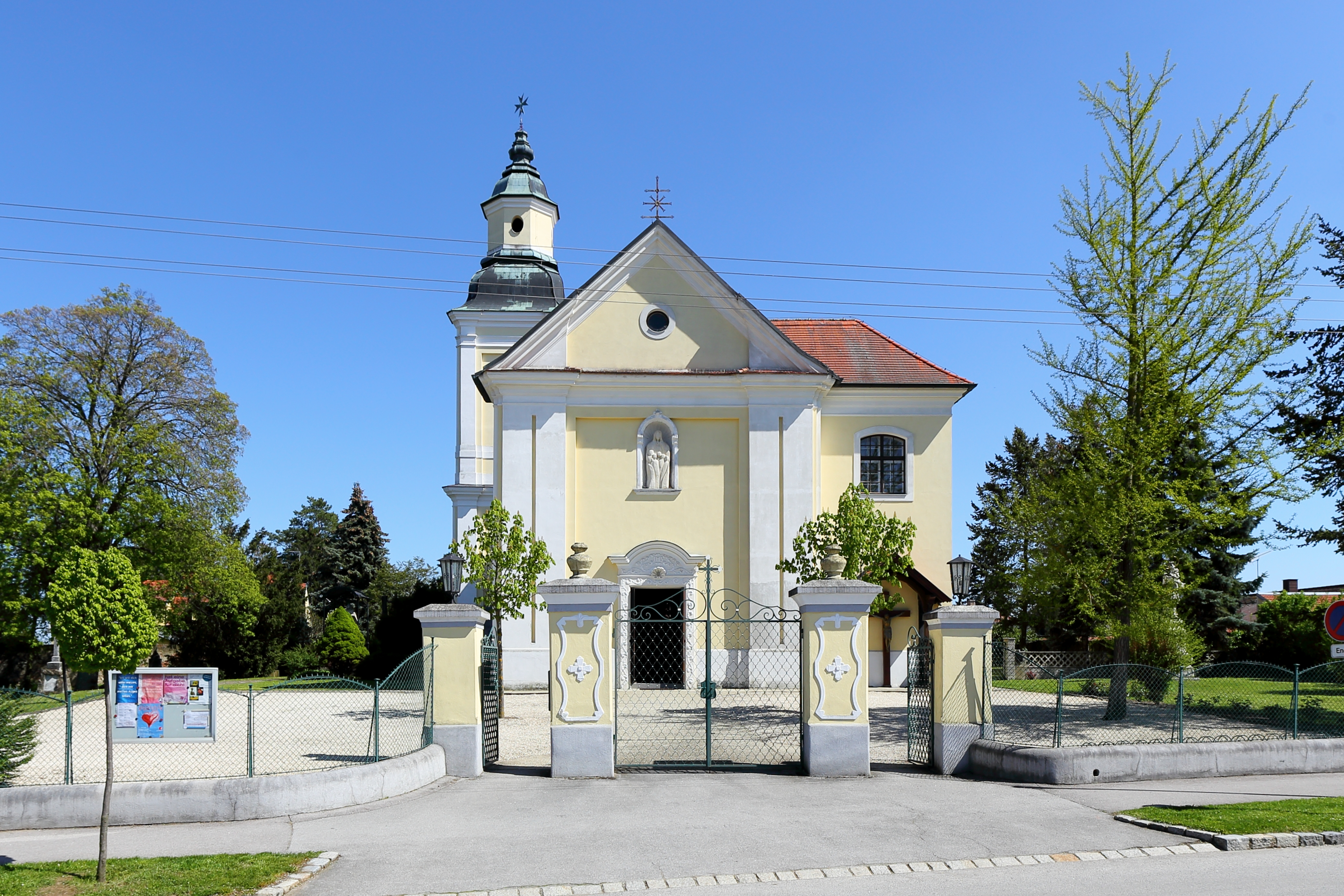
Церковь
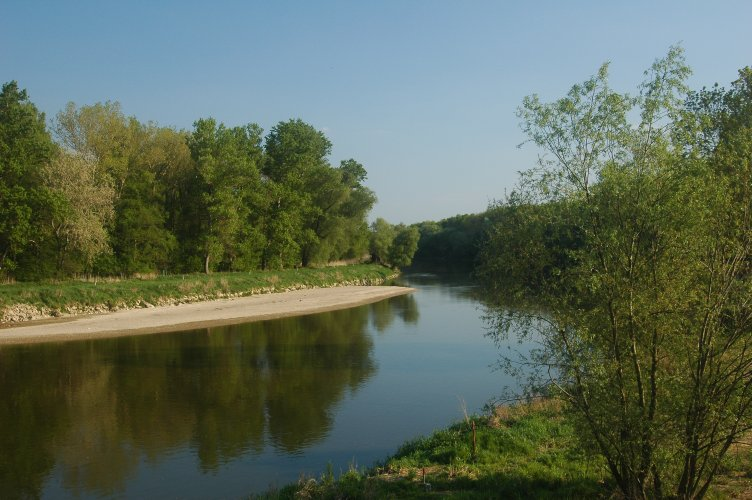
Морава между Хоэнау и Моравским Святым Яном
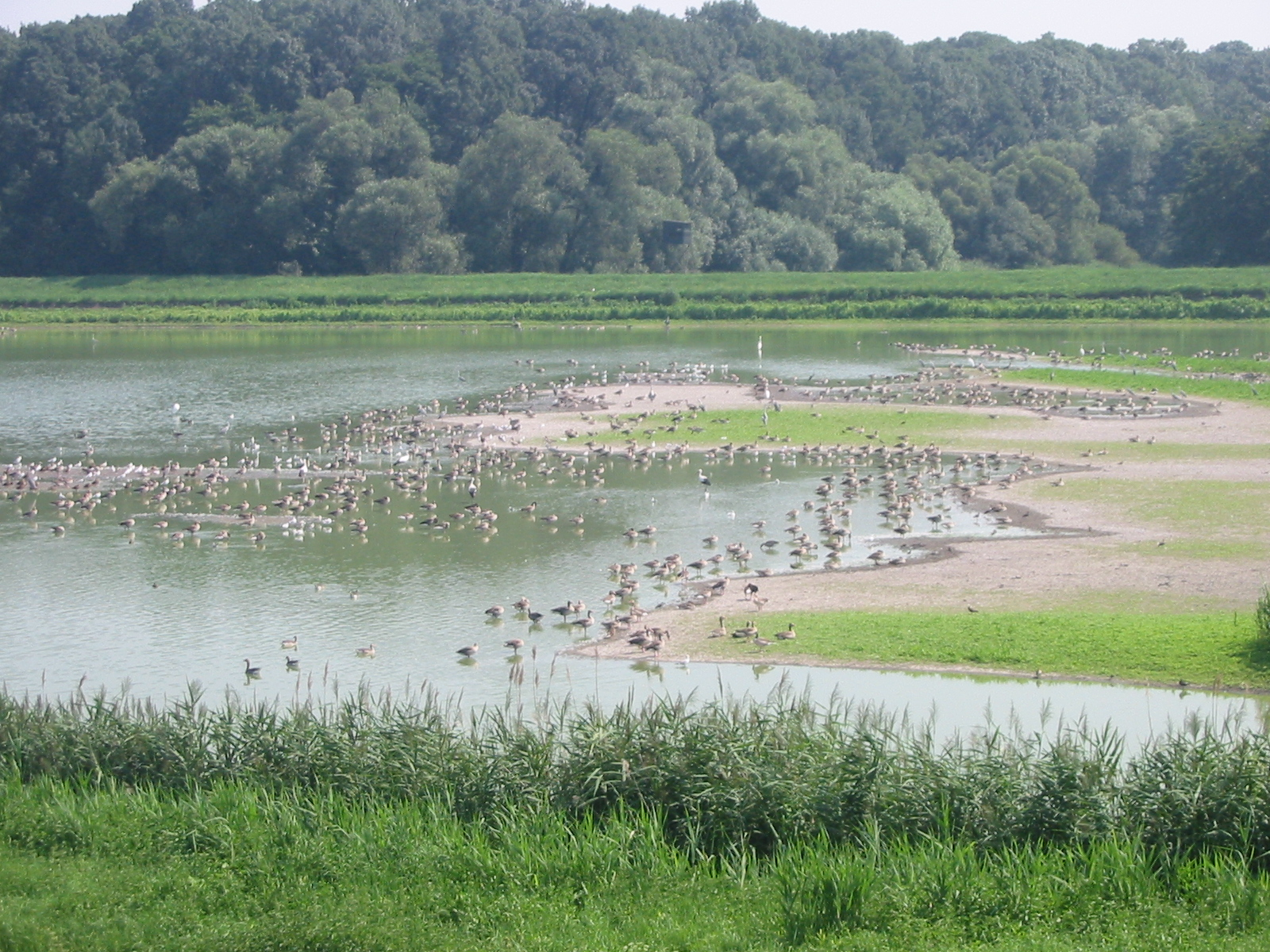
Пруд, возникший от стоков сахарного завода

## Политическая ситуация
Бургомистр общины — Роберт Фрайтаг по результатам выборов 2005 года.
Совет представителей общины (нем. Gemeinderat) состоит из 21 места.
- СДПА занимает 16 мест.
- АНП занимает 4 места.
- Партия PRO занимает 1 место.